# سيلفيو بورخاس
سيلفيو بورخاس (بالإسبانية: Silvio Borjas)‏ (1 يناير 1990 بأسونسيون في باراغواي - ) هو مدرب كرة قدم ولاعب كرة قدم باراغواياني في مركز الدفاع. لعب مع Independiente F.B.C. ‏.

## وصلات خارجية
- سيلفيو بورخاس على موقع قاعدة بيانات كرة القدم.إي يو (الإنجليزية)
- سيلفيو بورخاس على موقع Soccerway.com (الإنجليزية)
- سيلفيو بورخاس على موقع AS.com (الإسبانية)